# Tom Sawyer (1917)
Tom Sawyer ist ein amerikanischer Stummfilm der Paramount Pictures aus dem Jahre 1917 nach dem Roman The Adventures of Tom Sawyer von Mark Twain.
Unter der Regie von William Desmond Taylor verkörperte Jack Pickford, der Bruder von Mary Pickford, Tom Sawyer. Robert Gordon war als Huckleberry Finn und Clara Horton als Becky Thatcher zu sehen.
Die Filmaufnahmen entstanden in Hannibal (Missouri) im September 1917.
Der Film wurde im Jahr 2000 durch The Library of Moving Images als DVD neu veröffentlicht, 2006 ein weiteres Mal durch Unknown Video.

## Handlung
Tom Sawyer lebt im 19. Jahrhundert in der fiktiven amerikanischen Kleinstadt St. Petersburg.
Weil er sich wie so häufig geprügelt hat, bestraft ihn seine Tante Polly: Er soll den Zaun streichen. Dies lässt er andere für sich erledigen – er macht ihnen weis, dass es Spaß machen würde, und lässt sich sogar dafür bezahlen.
Tom ist in Becky verliebt und trifft sie am nächsten Tag in der Schule. Da er aus Versehen zugibt, schon mal mit Amy Lawrence verlobt gewesen zu sein, möchte sie von ihm nichts mehr wissen. Da Tom zu Hause außerdem schlecht behandelt wird, flieht er mit Huck und einem anderen Freund nach Jackson Island, um dort Pirat zu werden. Die Leute im Ort trauern, da die Ausreißer trotz ausgiebiger Suche nicht gefunden und für tot gehalten werden. Sie kehren jedoch passend zur Trauerfeier in der Kirche zurück – die Freude ist groß.